# 1796 Riga
1796 Riga (1966 KB) là một tiểu hành tinh nằm phía ngoài của vành đai chính được phát hiện ngày 16 tháng 5 năm 1966 bởi N. Chernykh ở Nauchnyj.